# Sangay Ngedup

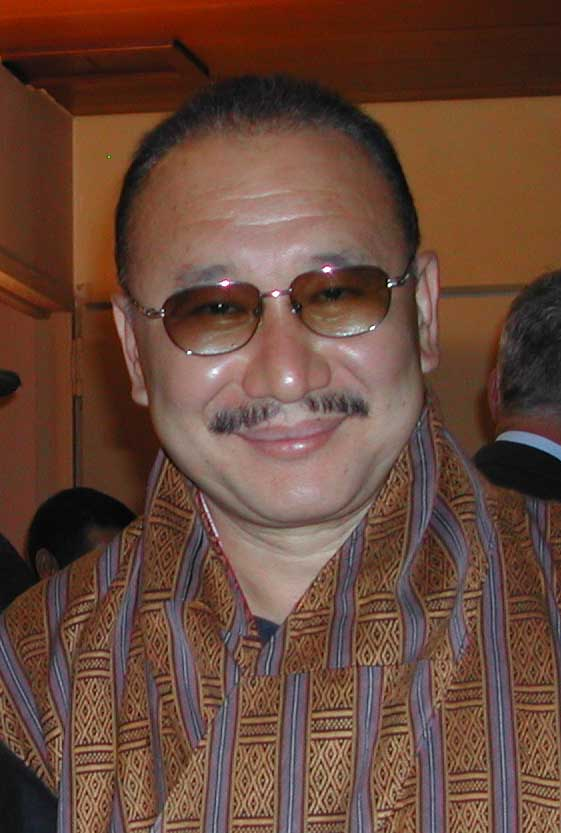
Sangay Ngedup (2005)

Sangay Ngedup (* 1. Juli 1953 in Nobgang) ist ein bhutanischer Politiker.
Ngedup wurde 1953 in Nobgang (Distrikt Punakha) als zweitältester Sohn geboren. Er hat zwei Brüder und fünf Schwestern, von denen vier die Frauen des ehemaligen bhutanischen Königs Jigme Singye Wangchuck sind. Nach seiner Ausbildung in Indien ging er 1976 in den Bhutanischen Auslandsdienst und absolvierte diplomatische Kurse in Australien und Neu-Delhi. 1977 arbeitete er in der UN-Vertretung von Bhutan in New York und wurde 1986 Sekretär in der bhutanischen Botschaft in Neu-Delhi. 1989 wurde er Botschafter in Kuwait. Im gleichen Jahr wurde er zurückberufen und wurde Handels- und Industriedirektor. Im April 1991 wurde er Beigeordneter Sekretär der Planungskommission. Er wurde 1992 Generaldirektor des Gesundheitsdienstes, 1994 wurde er Sekretär für Gesundheit. 1995 wurde er Sekretär im Gesundheits- und Bildungsministerium. Von 1996 bis 1997 war er Vorsitzender des Exekutivrates der WHO. 1998 wurde Ngedup zum Gesundheits- und Bildungsminister gewählt. Vom 9. Juli 1999 bis zum 20. Juli 2000 war er Ministerpräsident Bhutans. Von 2003 bis 2007 war Ngedup Landwirtschaftsminister. Vom 5. September 2005 bis 7. September 2006 wurde er erneut zum Ministerpräsidenten ernannt.
Sangay Ngedup ist Vorsitzender der Volksdemokratischen Partei (People’s Democratic Party, PDP).